# Magnolia biondii
Espèce
Statut de conservation UICN

 LC  : Préoccupation mineure
Magnolia biondii est une espèce de plantes à fleurs de la famille des Magnoliaceae. C'est un arbre trouvé en Chine.

## Description
C'est un arbre.

## Répartition et habitat
L'espèce est trouvé au centre de la Chine.
Elle pousse en milieu tempéré.

## Liste des variétés et formes
Selon World Checklist of Selected Plant Families (WCSP) (31 décembre 2013) :
- Magnolia biondii Pamp., Nuovo Giorn. Bot. Ital., n.s. (1910)

Selon Tropicos (31 décembre 2013) (Attention liste brute contenant possiblement des synonymes) :
- variété *magnolia biondii var. flava T.B. Chao, J.T. Gao & Y.H. Ren
- variété Magnolia biondii var. axilliflora T.B. Chao, T.X.Zhang & J.T. Tao
- variété Magnolia biondii var. flava T.B. Chao, H.T. Gao & Y. Ren
- variété Magnolia biondii var. latitepala T.B. Chao & J.T.Gao
- variété Magnolia biondii var. multialabastra T.B. Chao, J.T.Gao & Y.H.Ren
- variété Magnolia biondii var. ovata T.B. Chao & T.X.Zhang
- variété Magnolia biondii var. parvialabastra T.B. Chao, Y.H.Ren & J.T.Gao
- variété Magnolia biondii var. planities T.B. Chao & Y.C.Qiao
- variété Magnolia biondii var. purpurea T.B. Chao, S.Y. Wang & C.Z. Qiao
- forme Magnolia biondii fo. biondii
- forme Magnolia biondii fo. purpurascens Y.W. Law & Z.Y. Gao